# Blitzkrieg 3
Blitzkrieg 3 (tiếng Nga: Блицкриг III) là trò chơi máy tính thuộc thể loại chiến lược thời gian thực trực tuyến nhiều người chơi đang trong quá trình phát triển dựa trên các sự kiện của Thế chiến II là một phần tiếp theo của Blitzkrieg 2 và là phiên bản thứ ba và mới nhất trong dòng game Blitzkrieg. Trò chơi sẽ có phần chiến dịch chơi đơn với phần chơi trực tuyến nhiều người theo hình thức free-to-play (miễn phí) mà phần đăng ký là không bắt buộc. Nival đã công bố đoạn trailer đầu tiên dành cho game trên YouTube vào ngày 13 tháng 8 năm 2013, có chiếu một cảnh phim người đóng pha trộn với concept artwork và cảnh thực tế trong game cùng những pha trình diễn đặc sắc.